# آپتار
آپتار (به لاتین: Aaptar) یک دهستان در نپال با جمعیت ۳٬۶۳۹ نفر است که در منطقه ساگارماسا واقع شده‌است.